# 南廬吟社
南廬吟社，國立台灣師範大學學生社團，成立於1965年，迄今為台灣大專院校歷史最久的中國古典詩社，也是極少數上尚在運作的大學古典詩社。創社當年，指導老師劉昌星因戰亂，由中國大陸輾轉流寓台灣，以南宋志士「南洲結廬」史故勉勵社員，期能「復興傳統文化」，因而命名「南廬」。該社設有創作、吟唱兩組。所發行《南廬詩譜》為台灣重要的詩詞吟唱曲譜。

## 簡史
南廬吟唱創社之初，由劉昌興老師指導，社員以創作詩鐘為主。1974年、1975年由張夢機、尤信雄相繼出任指導老師，並由當時社長簡錦松大力提倡，社團例會遂改以古典詩詞創作為主。
當時，亦聘請邱燮友開設「吟詩班」，教授詩詞吟唱，開台灣大專院校吟唱風氣之先。1977年出版《南廬詩譜》，幾度改版，廣收各家曲譜，涵蓋碎金詞譜、九宮大成譜、白石道人歌曲等古代曲譜；宜蘭酒令、江西調、閩南調、河南調、福建流水調等地方吟調；文開詩社吟調、天賴調等各地詩社吟調等。為台灣古典詩詞吟唱重要曲譜。1979年起，開始舉辦「大雅之聲」吟唱成果發表會，為當時少有的吟唱表演。
1980年，南廬吟社開始分設創作、吟唱兩組，分別舉行例會。1983年起代表台灣師範大學參與中華民國大專青年聯吟大會競賽。

## 歷屆指導老師
- 劉昌星
- 張夢機
- 尤信雄
- 邱燮友
- 賴橋本
- 陳文華
- 潘麗珠
- 楊淙銘
- 黃瑩暖